# Liste der Nummer-eins-Hits in den Rhythmic Airplay Charts (1994)
| Singles |
| --- |
| - Salt-N-Pepa – Shoop - 11 Wochen (4. Dezember 1993 – 18. Februar 1994) - Salt-N-Pepa feat. En Vogue – Whatta Man - 2 Wochen (19. Februar – 4. März, insgesamt 4 Wochen) - All-4-One – So Much in Love - 1 Woche (5. März – 11. März, insgesamt 2 Wochen) - Salt-N-Pepa feat. En Vogue – Whatta Man - 1 Woche (12. März – 18. März, insgesamt 4 Wochen) - All-4-One – So Much in Love - 1 Woche (19. März – 25. März, insgesamt 2 Wochen) - Salt-N-Pepa feat. En Vogue – Whatta Man - 1 Woche (26. März – 1. April, insgesamt 4 Wochen) - R. Kelly – Bump n’ Grind - 7 Wochen (2. April – 20. Mai) - All-4-One – I Swear - 5 Wochen (21. Mai – 24. Juni) - Janet Jackson – Any Time, Any Place - 3 Wochen (25. Juni – 15. Juli) - Aaliyah – Back & Forth - 5 Wochen (16. Juli – 19. August) - Da Brat – Funkdafied - 1 Woche (20. August – 26. August) - Boyz II Men – I’ll Make Love to You - 12 Wochen (27. August – 18. November) - Ini Kamoze – Here Comes The Hotstepper - 1 Woche (19. November – 25. November) - Boyz II Men – On Bended Knee - 9 Wochen (26. November 1994 – 27. Januar 1995) |